# Privileged
Privileged is een Amerikaans televisiedrama dat vanaf 9 september 2008 wordt uitgezonden op The CW Television Network in Amerika en op Citytv in Canada. De hoofdrol wordt gespeeld door voormalig Reba-actrice Joanna García. De serie is gebaseerd op het boek How To Teach Filthy Rich Girls van auteur Zoey Dean.
De serie zou eerst dezelfde naam krijgen als het boek, maar de naam die hij kreeg bij CW Upfront was eerst Surviving The Filthy Rich. De naam werd later veranderd in Privileged, op 24 juni 2008.
De serie wordt vanaf 2009 op RTL 8 uitgezonden.

## Rolverdeling

### Hoofdrollen
| Acteur           | Rol            |
| ---------------- | -------------- |
| Joanna García    | Megan Smith    |
| Lucy Kate Hale   | Rose Baker     |
| Ashley Newbrough | Sage Baker     |
| Allan Louis      | Marco          |
| Michael Cassidy  | Charlie Hogan  |
| Anne Archer      | Laurel Limoges |
| Brian Hallisay   | Will Davis     |
| Kristina Apgar   | Lily Smith     |

### Bijrollen
- David Giuntoli als Jacob Cassidy
- Andrew J. West als Max